# Eudistoma lakshmiani
Eudistoma lakshmiani is een zakpijpensoort uit de familie van de Polycitoridae. De wetenschappelijke naam van de soort is voor het eerst geldig gepubliceerd in 1986 door Renganathan.